# Flik 12
La Flik 12 era una Squadrigia della Kaiserliche und Königliche Luftfahrtruppen durante la prima guerra mondiale.

## Storia

### Prima guerra mondiale
L'unità fu creata prima dello scoppio della prima guerra mondiale. La sua base era a Fischamend, poi trasferita all'Aeroporto di Lubiana Jože Pučnik il 1º ottobre 1914. Dal 23 giugno 1915 fu trasferita all'aeroporto da Sankt Veit an der Glan in Austria al comando dell'Hptm Rudolf Klöpp e va in operazioni a San Vito di Vipacco con 3 Lohner B.III e B.IV (versioni precedenti del Lohner B.VII) e 1 Rumpler B.I per la 5ª Armata o 5ª Armeekommando (5º Comando d'Armata) di Svetozar Borojević von Bojna sul Fronte dell'Isonzo.
Il 31 ottobre 1916, quando la Flik era sempre a Wippach al comando dell'Hptm Arpad Gruber con 5 Hansa-Brandenburg C.I, viene abbattuto dai Nieuport 11 del caporale Anselmo Caselli e dal sergente Arrigo Rossi della 70ª Squadriglia caccia con il Sergente Mario Stoppani della 76ª Squadriglia caccia ed il Serg. Giuseppe Tesei della 77ª Squadriglia aeroplani l'Hansa-Brandenburg C.I del Zgsf Gustav Resch e dell'Oblt Franz Cik su Nad Logem (vicino al Monte San Michele).
Il 1º gennaio 1917 il Capitano Francesco Baracca della 70ª Squadriglia su Nieuport 17 abbatte vicino a Castagnevizza il Brandenburg di Franz Neuwirth e dell’osservatore Viktor Huber.
Il 13 aprile successivo l'equipaggio composto da Eugen Bösch ed Alfons Janous abbatte su Gradiscutta il Farman del Tenente osservatore Giuseppe Balestrini e del Sergente Davide De Luca della 36ª Squadriglia di Santa Maria la Longa.
Il 24 aprile Guido Keller dell'80ª Squadriglia caccia abbatte l'Hansa-Brandenburg C.I del Caporale Rudolf Kousal che precipita a Vipacco in territorio italiano.
Nel maggio-giugno 1917 dispone di 7 Hansa-Brandenburg C.I e 2 Hansa-Brandenburg D.I. Nel luglio 1917 nella riorganizzazione dell'aviazione, fu assegnata alle Divisioni-Kompanie (Divisioni-Kompanie) e venne abbreviata in Flik 12D. 
Il 20 maggio nell'ambito della decima offensiva dell'Isonzo Baracca colpisce sul Monte Santo di Gorizia un ricognitore Brandenburg on pallottole incendiarie che precipita a quota 363 di Plava a pochi metri dalle trincee italiane.
Al 18 agosto 1917 era sempre a Wippach nell'Isonzo Armee al comando dell'Hptm Gruber con 6 Brandenburg C I e 1 Brandenburg D I.
Al 24 ottobre del 1917 la Flik 12/D era sempre a Wippach nell'Isonzo Armee al comando dell'Hptm Gruber quando partecipò alla Battaglia di Caporetto. Durante la Battaglia del solstizio, portò avanti le operazioni dall'aeroporto di San Vito di Vipacco. In un'altra trasformazione nel 1918, diventa unità da ricognizione fotografica (Reihenbildgeräte-Kompanie, Flik 12Rb).
Al 15 ottobre successivo è a San Vito al Tagliamento con 2 Phönix C.I, 3 Phönix D.I e Phönix D.II.
Dopo la guerra mondiale, l'intera aeronautica austriaca fu eliminata.
Tra le sue file ci furono Godwin Brumowski che ottenne due vittorie nella squadriglia e Benno Fiala von Fernbrugg che ne ottenne 6.